# This Is All Yours
This Is All Yours es el segundo álbum de la banda indie rock inglesa alt-J, lanzado el 22 de septiembre de 2014 a través de Infectious. Fue promocionado con cuatro singles: "Hunger Of The Pine", "Left Hand Free", "Every Other Freckle" y "Warm Foothills". Encabezó la lista de álbumes del Reino Unido, fue finalista en Bélgica, Australia y Canadá y alcanzó el puesto número 4 en los Estados Unidos. Fue nominado para el Premio Grammy al Mejor Álbum de Música Alternativa.

## Antecedentes y grabación
El 25 de mayo de 2012, Alt-J lanzó su álbum debut An Awesome Wave, que ganó el Mercury Prize en 2012. Alt-J también fueron nominados para tres Brit Awards (British Breakthrough Act, álbum británico del año y grupo británico de la Año). El bajista Gwil Sainsbury dejó la banda en enero de 2014. La banda comenzó a grabar el álbum en abril de 2014. Se grabó en el mismo lugar que An Awesome Wave, Iguana Studios, que Gus Unger-Hamilton describió como "un muy pequeño lugar, una especie de detrás de una tienda de neumáticos de segunda mano"

## Música
La mayoría de las canciones del álbum se escribieron mientras estaban de tour con su álbum debut, An Awesome Wave, mientras que otras más recientes como "Hunger Of The Pine" se escribieron en "un pequeño almacén en Hackney, muy cliché en el este de Londres". Unger-Hamilton dijo que el "ciclo de canciones" del álbum está compuesto por "Arrival in Nara", "Nara" y "Leaving Nara", siendo Nara una ciudad en Japón. "Hunger Of The Pine" fue una de las canciones escritas después de que su bajista Gwil Sainsbury se fuera en enero de 2014. La canción presenta una muestra de "4x4" de Miley Cyrus, de su canción "I'm a female rebel". La muestra originalmente vino de un remix que Thom Green, el baterista de Alt-J, hizo para Miley Cyrus. Joe Newman dijo: "Estaba tocando la guitarra y Thom estaba respondiendo a lo que estaba haciendo en Ableton y antes de darnos cuenta, creamos esta estructura realmente interesante, y se me ocurrió la letra rápidamente". Gus Unger-Hamilton dijo "sonaba genial con lo que Joe estaba tocando en la guitarra". La banda le preguntó a Miley Cyrus si podían usar la muestra, y Newman dijo que estaba "contenta con eso". Dijo que Miley Cyrus "ha sido un gran apoyo para nosotros, y ella es una fanática, creo, que es realmente agradable".

## Lanzamiento
El 9 de junio de 2014, la banda anunció el lanzamiento de su segundo álbum, This Is All Yours, y también las preventas para el álbum en su sitio web. El álbum fue lanzado el 22 de septiembre de 2014, como descarga, en CD y en doble vinilo. El 13 de junio, alt-J publicó un video en su cuenta de Instagram con un clip del primer sencillo "Hunger Of The Pine". El sencillo se estrenó en el show de Zane Lowe en BBC Radio 1 el 18 de junio. La canción se transmitió más tarde ese mismo día, y se lanzó como single en iTunes Store el siguiente. "Left Hand Free" fue lanzado digitalmente el 7 de julio de 2014 como el segundo sencillo del álbum e impactó la radio moderna de rock el 15 de julio de 2014.
El 13 de agosto de 2014, el tercer sencillo del álbum, "Every Other Freckle", se estrenó una vez más en el programa de la BBC Radio 1 de Zane Lowe.
El 9 de septiembre de 2014, la banda lanzó una aplicación que daba acceso al álbum cuando el usuario estaba en ubicaciones seleccionadas.
El 15 de septiembre de 2014, la banda hizo disponible el álbum para escuchar en Spotify.
El 2 de marzo de 2015, la banda lanzó "Warm Foothills" como el cuarto y último sencillo del álbum.

## Lista de Canciones
Todas las canciones están escritas por Joe Newman, Gus Unger-Hamilton y Thom Sonny Green, excepto donde se indique.

Todas las canciones escritas y compuestas por Joe Newman, Gus Unger-Hamilton, and Thom Sonny Green, except where noted. 
| N.º | Título | Duración |  |
| 1.  | «Intro»                                                                                                   | 4:38     |  |
| 2.  | «Arrival in Nara»                                                                                         | 4:13     |  |
| 3.  | «Nara» | 4:58     |  |
| 4.  | «Every Other Freckle»                                                                                     | 3:36     |  |
| 5.  | «Left Hand Free»                                                                                          | 2:53     |  |
| 6.  | «❦ (Garden of England)»                                                                                   | 1:07     |  |
| 7.  | «Choice Kingdom»                                                                                          | 4:17     |  |
| 8.  | «Hunger of the Pine»                                                                                      | 4:59     |  |
| 9.  | «Warm Foothills»                                                                                          | 3:45     |  |
| 10. | «The Gospel of John Hurt»                                                                                 | 5:15     |  |
| 11. | «Pusher»                                                                                                  | 3:26     |  |
| 12. | «Bloodflood Pt. II»                                                                                       | 5:19     |  |
| 13. | «Leaving Nara» (ends at 2:00; hidden track "Lovely Day" (Bill Withers, Skip Scarborough) starts at 12:00) | 16:02    |  |

- Datos: Q17300078